# Station Saint-Germain-des-Fossés
Station Saint-Germain-des-Fossés is een spoorwegstation in de Franse gemeente Saint-Germain-des-Fossés.
Het station heeft zijn originele overdekking in staal en glas uit 1854 boven de perrons behouden. Voor het station is er een busstation en een autoparking voor meer dan 200 voertuigen.

## Geschiedenis
Het station werd geopend op 19 juni 1854. 
Voor de ingebruikname van het station Vichy in 1862 waren kuurgasten die Vichy wilden bezoeken per trein verplicht af te stappen in het station Saint-Germain-des-Fossés en de laatste tien kilometer in een huurkoets af te leggen.  Saint-Germain-des-Fossés werd een spoorwegknooppunt met een draaiend rangeerstation voor locomotieven, een werkplaats voor de herstelling van wagons en een opslag voor steenkool. Deze activiteiten verdwenen na de elektrificatie van het spoornetwerk.

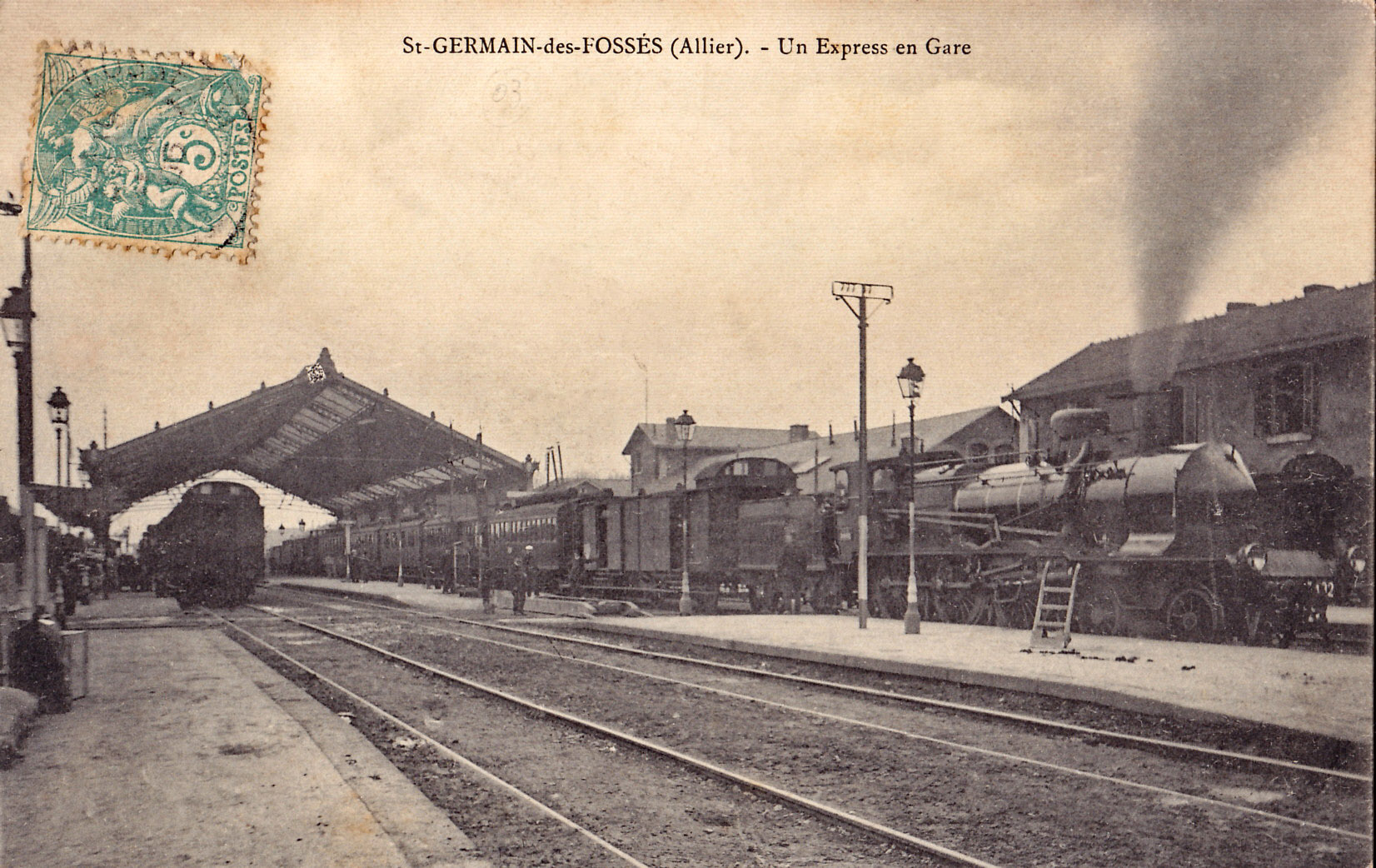
Het station aan het begin van de twintigste eeuw